# 127 (ban nhạc)
127 (tiếng Ba Tư: ١٢٧) là một ban nhạc năm mảnh ghép của Iran - guitar, piano, trombone, bass và trống - có nguồn gốc từ các giai điệu Iran và nhạc jazz với giai điệu mới lạ.
Các thành viên bao gồm Sohrab Mohebbi (guitar/hát chính), Sardar Sarmast (piano), Salmak Khaledi (trombone), Alireza Pourassad (bass), Yayha Alkhansa (trống) và Shervin Shahamipour (hát phụ, setar).

## Danh sách đĩa nhạc
- Coming around (2005)
- The Full time job (2006)
- Khal Punk (2008)
- Pop Emergency (2011)
- Be Raahe Khod (2019)